# 10005 Chernega
A 10005 Chernega (ideiglenes jelöléssel 1976 SS2) a Naprendszer kisbolygóövében található aszteroida. Nyikolaj Sztyepanovics Csernih fedezte fel 1976. szeptember 24-én.